# Dysschema daphne
Dysschema daphne là một loài bướm đêm thuộc phân họ Arctiinae, họ Erebidae.